# Rio Verruga
Rio Verruga är ett vattendrag i Brasilien.   Det ligger i delstaten Bahia, i den östra delen av landet, 800 km öster om huvudstaden Brasília.
Omgivningarna runt Rio Verruga är huvudsakligen savann. Runt Rio Verruga är det glesbefolkat, med 11 invånare per kvadratkilometer.